# Жане (река)

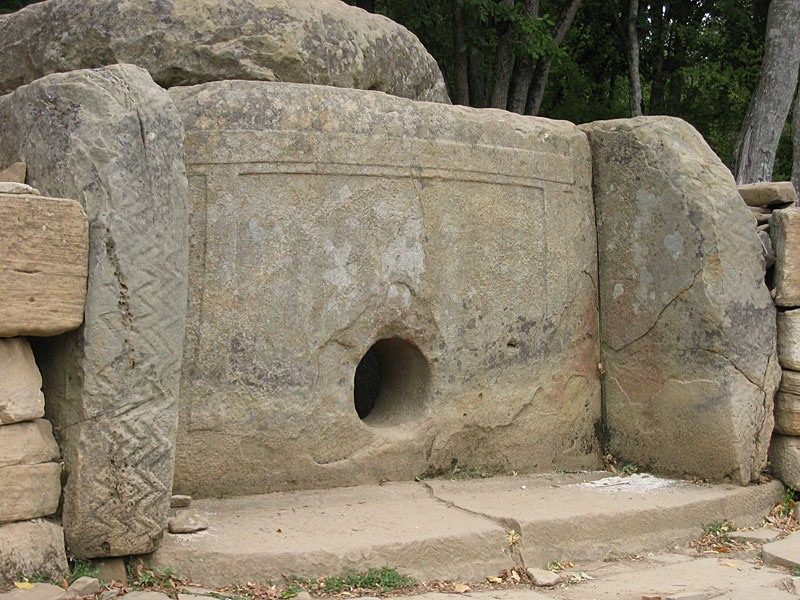
Дольмен с зигзагообразным узором в долине реки Жане

Жане́ — река в 15 км к юго-востоку от Геленджика. У села Возрождение сливается с рекой Мезыб.
Глубина реки небольшая, несудоходна, на реке несколько водопадов, у устья, через 3 км к истоку и далее. В долине реки — многочисленные памятники археологии — дольмены и средневековые адыгские курганы VII—XV веков. Главная группа из 3 дольменов (2 круглых составных и один плиточный) — в 2 км от села Возрождение, вторая группа из целого плиточного, одного развала плиточного обыкновенного и одного развала плиточного ложнопортального дольменов — выше по реке на 1 км. В районе — минеральные источники, отложения мергелей и песчаников. Ископаемые остатки мелового периода — аммониты. В районе реки растут ольха, ива, кустарники.
Ширина реки в среднем 2,5 метра. Дно реки каменное.